# Championnat britannique des voitures de tourisme 1977
Le Championnat britannique des voitures de tourisme 1977 était la 20e saison du championnat britannique des voitures de tourisme, remporté par l'anglais Bernard Unett pour la troisième fois de sa carrière. Le championnat a débuté à Silverstone le 6 mars 1977 et s'est terminé à Brands Hatch le 16 octobre 1977.

## Calendrier
| Manche | Circuit        | Date         | Pilote vainqueur | Ecurie vainqueur     | Voiture vainqueur        |
| ------ | -------------- | ------------ | ---------------- | -------------------- | ------------------------ |
| 1      | Silverstone    | 6 mars       | Gordon Spice     | Gordon Spice Group   | Ford Capri II 3.0S       |
| 2      | Brands Hatch   | 20 mars      | Colin Vandervell | Triplex              | Ford Capri II 3.0S       |
| 3 A-B  | Oulton Park    | 8 avril      | Bernard Unett    | Mopar                | Chrysler Avenger 1300 GT |
| 3 C-D  | Oulton Park    | 8 avril      | Tony Dron        | British Leyland      | Triumph Dolomite Sprint  |
| 4      | Thruxton       | 11 avril     | Vince Woodman    | Esso Uniflo          | Ford Capri II 3.0S       |
| 5      | Silverstone    | 6 juin       | Stuart Graham    | Fabergé Racing       | Ford Capri II 3.0S       |
| 6      | Thruxton       | 19 juin      | Chris Craft      | Hammonds Sauce Group | Ford Capri II 3.0S       |
| 7 A-B  | Donington Park | 8 juillet    | Brian Pepper     |                      | VW Scirocco GTI          |
| 7 C-D  | Donington Park | 8 juillet    | Stuart Graham    | Fabergé Racing       | Ford Capri II 3.0S       |
| 8      | Silverstone    | 16 juillet   | Tony Dron        | British Leyland      | Triumph Dolomite Sprint  |
| 9 A-B  | Donington Park | 7 août       | Richard Longman  | Patrick Motorsport   | Mini 1275 GT             |
| 9 C-D  | Donington Park | 7 août       | Tony Dron        | British Leyland      | Triumph Dolomite Sprint  |
| 10     | Brands Hatch   | 28 août      | Tony Dron        | British Leyland      | Triumph Dolomite Sprint  |
| 11     | Thruxton       | 15 septembre | Tony Dron        | British Leyland      | Triumph Dolomite Sprint  |
| 12     | Brands Hatch   | 16 octobre   | Gordon Spice     | Gordon Spice Group   | Ford Capri II 3.0S       |

## Classement final

### Pilotes
| Championnat pilotes | Championnat pilotes | Championnat pilotes          | Championnat pilotes  | Championnat pilotes |
| Pos.                | Pilote              | Voiture                      | Ecurie               | Points              |
| ------------------- | ------------------- | ---------------------------- | -------------------- | ------------------- |
| 1                   | Bernard Unett       | Chrysler Avenger 1300 GT     | Mopar                | 49                  |
| 2                   | Tony Dron           | Triumph Dolomite Sprint      | British Leyland      | 48                  |
| 3                   | Richard Lloyd       | VW Golf GTI                  |                      | 40                  |
| 4                   | Jeff Allam          | Vauxhall Firenza Magnum 2300 | Allam Motor Services | 29                  |
| 5                   | Gordon Spice        | Ford Capri II 3.0S           | Gordon Spice Group   | 28                  |
| 5                   | Richard Longman     | Mini 1275 GT                 | Patrick Motor Group  | 28                  |